# Hoplostethus gigas
Hoplostethus gigas es una especie de pez marino de tamaño medio de la familia de los traquictiídeos. 
Se encuentra a lo largo de las costas occidental y sur de Australia y cerca de Nueva Zelanda. Vive en el talud continental entre profundidades de 237 y 311 metros. Puede alcanzar tamaños de hasta 52,5 centímetros de SL.